# Ann Dunham
Ann Dunham Soetoro, ursprungligen Stanley Ann Dunham, senare känd som Ann Obama, S. Ann Dunham Soetoro och slutligen Ann Dunham Sutoro', född 29 november 1942 i Wichita, Kansas, död 7 november 1995 i Honolulu, Hawaii, var en amerikansk antropolog som specialiserade sig på utvecklingen av landsbygden.

## Biografi
Ann Dunham föddes i Kansas, tillbringade tonåren i Mercer Island nära Seattle, Washington och större delen av sitt vuxna liv på Hawaii. Hon var gift med kenyanen Barack Hussein Obama. Deras son, Barack Hussein Obama II, var USA:s president 20 januari 2009 – 20 januari 2017.  Ann Dunham och Obama skilde sig 1964.
Efter skilsmässan gifte sig Dunham med Lolo Soetoro, en indonesisk student, och familjen flyttade till Soetoros hemland 1967. Där föddes hennes andra barn, Maya Soetoro-Ng. Dunham återvände till Hawaii 1972 i flera år och reste sedan 1977 tillbaka till Indonesien, där hon stannade under större delen av återstoden av sitt liv, men återvände till Hawaii 1994 för att leva nära sin mor som blivit änka. Samma år fick Dunham diagnosen äggstockscancer och livmodercancer. Hon avled 1995 vid 52 års ålder. Sonen Barack Obama och hans halvsyster Maya spred senare hennes aska i Stilla havet från södra sidan av ön Oahu.
Ann Dunham hade engelskt, irländskt, tyskt och cherokesiskt påbrå från sina föräldrar.